# Социалдемократическа партия (България)
Социалдемократическа партия (с абревиатура: СДП) е социалдемократическа политическа партия в България, основана на 14 април 1992 г. Председател на партията е Тодор Барболов.

## Участия в избори
На парламентарните избори през 1997 г. партията участва в коалиция „Обединени демократични сили“, като успява да спечели 11 народни представители. Тогава заместник-председател на Народното събрание от СДП е Иван Куртев.
На изборите за Европейски парламент през 2014 г. партията участва в коалиция КОД.
На парламентарните избори през 2023 г. партията участва в коалиция „Заедно“, с бюлетина №8.

### Местни избори
На местните избори през 2015 г. партията печели: 1 кмет на община (Първомай), 9 кметове на кметства (Горско Абланово, Йорданово, Кочани, Тънка бара, Върли дол, Гърнати, Еленка, Кундево) и 18 общински съветници. Избрани от коалиция с участие на СДП са: 4 кметове на общини, 41 кметове на кметства и 78 общински съветници.